# Derramamento de petróleo do Exxon Valdez
O derramamento de petróleo do Exxon Valdez foi um grande desastre ambiental que ganhou as manchetes mundiais na primavera de 1989 e ocorreu na Enseada do Príncipe Guilherme, no Alasca, em 24 de março de 1989. O derramamento ocorreu quando o Exxon Valdez, um superpetroleiro de propriedade da Exxon Mobil Corporation, com destino a Long Beach, Califórnia, atingiu o Recife Bligh da Enseada do Príncipe Guilherme, 9,7 km a oeste de Tatitlek, Alasca, às 12h04. O petroleiro derramou aproximadamente 10,8 milhões de galões americanos (37.000 toneladas) de petróleo bruto nos dias seguintes.
O derramamento do Exxon Valdez é o segundo maior em águas dos EUA, depois do derramamento de petróleo da Deepwater Horizon em 2010, em termos de volume de petróleo liberado. A localização remota da Enseada do Príncipe Guilherme, acessível apenas por helicóptero, avião ou barco, dificultou os esforços de resposta do governo e do setor e tornou os planos de resposta existentes especialmente difíceis de implementar. A região é um habitat para salmões, lontras marinhas, focas e aves marinhas. O óleo, extraído do campo petrolífero da Baía de Prudhoe, acabou afetando 2.100 km (1.300 milhas) de litoral, dos quais 320 km (200 milhas) foram afetados por óleo intenso ou moderado.

## Derramamento de petróleo

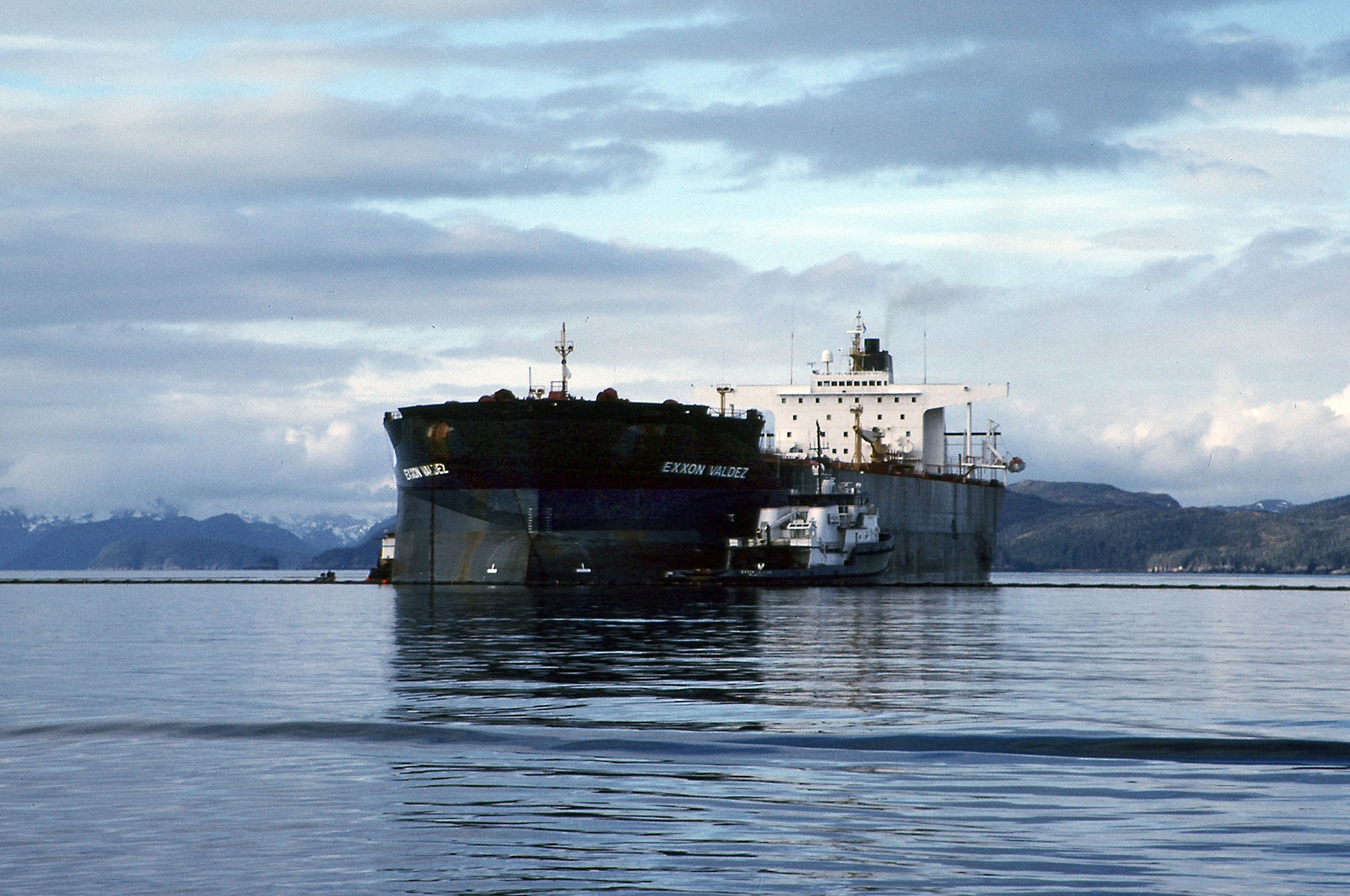
O Exxon Valdez algumas horas depois de ter encalhado.

O Exxon Valdez estava transportando 53,1 milhões de galões americanos (1.260.000 bbl; 201.000 m³) de petróleo, dos quais aproximadamente 10,8 milhões de galões americanos (260.000 bbl; 41.000 m³) foram derramados na Enseada do Príncipe Guilherme.
O navio atracou no Terminal Marítimo de Valdez às 23h30 de 22 de março de 1989. O carregamento de petróleo bruto foi concluído no final do dia 23. O navio-tanque deixou o terminal às 21h12 de 23 de março de 1989 (o registro do convés mostra que ele estava fora do cais às 21h21), carregado com 53.094.510 galões (1.264.155 barris) de petróleo bruto. O capitão Joseph Hazelwood se retirou para sua cabine às 21h25. O piloto do porto William Murphy e o oficial náutico Gregory Cousins foram acompanhados por um único rebocador durante a passagem pelo Estreito de Valdez - uma viagem de cerca de 7 milhas. O piloto deixou a ponte logo depois que o navio deixou o estreito, às 23h24. Cousins ajudou o piloto a desembarcar, deixando o capitão como o único oficial na ponte. Às 23h25, o Exxon Valdez informou que o piloto havia saído. O oficial náutico avisou o controle de tráfego e decidiu desviar da faixa de tráfego predeterminada para evitar pequenos icebergs; uma ocorrência comum desde que a geleira Columbia fez surgir esses icebergs nas proximidades. A embarcação foi colocada em uma rota para o sul e colocada no piloto automático. Às 23h47, o navio saiu do limite leste da faixa de tráfego.
O oficial náutico Cousins estava de serviço há 6 horas e estava programado para ser substituído por Lloyd LeCain Jr. No entanto, devido às longas horas de trabalho de Lloyd LeCain Jr., Cousins relutou em acordá-lo e permaneceu de serviço. Cousins foi o único oficial na ponte durante a maior parte da noite, violando a política da empresa. Por volta da meia-noite de 24 de março, Cousins começou a manobrar a embarcação para as faixas de tráfego. Ao mesmo tempo, o vigia informou que a luz do Recife Bligh parecia estar longe da proa a estibordo, a 45 graus, o que era problemático, pois a luz deveria estar a bombordo. Cousins ordenou uma mudança de curso, pois o navio estava em perigo. O capitão Hazelwood foi contatado por Cousins, mas antes que a conversa pudesse ser concluída, o navio encalhou. Às 12h04, acompanhado pelo que o timoneiro e Cousins descreveram como "uma viagem turbulenta" e "seis solavancos muito fortes", respectivamente, o navio encalhou no Recife Bligh.
Levado por seu próprio impulso, o navio acabou empoleirado no meio de um pináculo de rocha. 8 dos 11 porões de carga foram perfurados. 5,8 milhões de galões de petróleo foram drenados do navio em 3 horas e 15 minutos. 30 minutos depois de inúmeras tentativas de desalojar o navio com sua própria força, o capitão Hazelwood comunicou por rádio à Guarda Costeira informando sobre o encalhe. Por mais de 45 minutos após o encalhe, o capitão tentou manobrar para se livrar do recife, apesar de ter sido informado pelo imediato James Kunkel de que o navio não era estruturalmente sólido sem o recife que o sustentava.

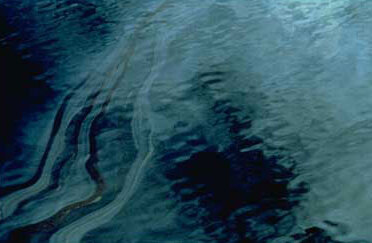
Durante os primeiros dias do derramamento, grandes manchas de óleo cobriram grandes áreas da superfície da Enseada do Príncipe Guilherme.

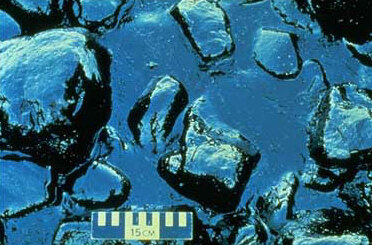
Três dias após o navio ter encalhado, uma tempestade empurrou grandes quantidades de petróleo fresco para as margens rochosas de muitas das praias da Ilha Knight. Nesta fotografia, o petróleo preto acumulado é mostrado encalhado nas rochas.

Vários fatores foram identificados como contribuintes para o incidente:
- A Exxon Mobil Corporation não supervisionou o capitão do navio e não forneceu uma tripulação descansada e suficiente para o Exxon Valdez. O Conselho Nacional de Segurança nos Transportes constatou que essa prática era generalizada em todo o setor, o que levou a uma recomendação de segurança para a Exxon e para o setor.[13]

- Gregory Cousins não conseguiu manobrar adequadamente a embarcação, possivelmente devido à fadiga ou carga de trabalho excessiva.[13]

- A Exxon Mobil Corporation não fez a manutenção adequada do radar Raytheon Collision Avoidance System (RAYCAS), que, se estivesse funcionando, teria indicado a Cousins uma colisão iminente com o Recife Bligh, detectando o refletor do radar colocado na próxima rocha no interior do Recife Bligh com o objetivo de manter o navio no curso. Essa causa foi apresentada por Greg Palast e não consta do relatório oficial do acidente.[14]

O capitão Hazelwood, que, segundo relatos, estava bebendo muito naquela noite, não estava no controle quando o navio atingiu o recife. A Exxon culpou Hazelwood pelo encalhe do navio-tanque, mas ele acusou a corporação de fazer dele um bode expiatório. Em um julgamento em 1990, ele foi acusado de crime de dano, imprudência e pilotar uma embarcação embriagado, mas foi inocentado das três acusações. Ele foi condenado por negligência na descarga de petróleo. 21 testemunhas afirmaram que ele não parecia estar sob a influência de álcool no momento do acidente.

O jornalista Greg Palast declarou em 2008:
Esqueça a fábula do capitão bêbado. Quanto ao capitão Joe Hazelwood, ele estava embaixo do convés, dormindo de sua bebedeira. No leme, o terceiro imediato talvez nunca tivesse colidido com o Recife Bligh se tivesse olhado para o seu radar RAYCAS. Mas o radar não estava ligado. De fato, o radar do navio-tanque foi deixado quebrado e desativado por mais de um ano antes do desastre, e a gerência da Exxon sabia disso. Era simplesmente muito caro para consertar e operar.
Outros fatores, de acordo com uma matéria do MIT intitulada "Segurança de Sistemas de Software", ministrada pela professora Nancy G. Leveson, incluíam:
1. Os navios não foram informados de que a prática anterior da Guarda Costeira de rastrear navios até o Recife Bligh havia cessado.[20]
2. O setor de petróleo prometeu, mas nunca instalou, equipamentos de monitoramento de iceberg de última geração.[21]
3. O Exxon Valdez estava navegando fora da faixa normal do mar para evitar pequenos icebergs que se pensava estarem na área.[21]
4. As inspeções de navios da Guarda Costeira em Valdez não foram realizadas e o número de funcionários foi reduzido.[22]
5. A falta de equipamentos e pessoal disponíveis dificultou a limpeza do derramamento.[20]

Esse desastre fez com que a Organização Marítima Internacional introduzisse regras abrangentes de prevenção da poluição marinha (MARPOL) por meio de várias convenções. As regras foram ratificadas pelos países membros e, de acordo com as regras da International Ship Management, os navios estão sendo operados com o objetivo comum de "navios mais seguros e oceanos mais limpos".
Em 2009, o Capitão Hazelwood ofereceu um "pedido de desculpas sincero" ao povo do Alasca, sugerindo que ele havia sido erroneamente responsabilizado pelo desastre: "A verdadeira história está à disposição de qualquer pessoa que queira analisar os fatos, mas essa não é a história sexy e não é a história fácil", disse ele. Hazelwood disse que achava que os habitantes do Alasca sempre lhe deram um tratamento justo.

## Limpeza e principais efeitos

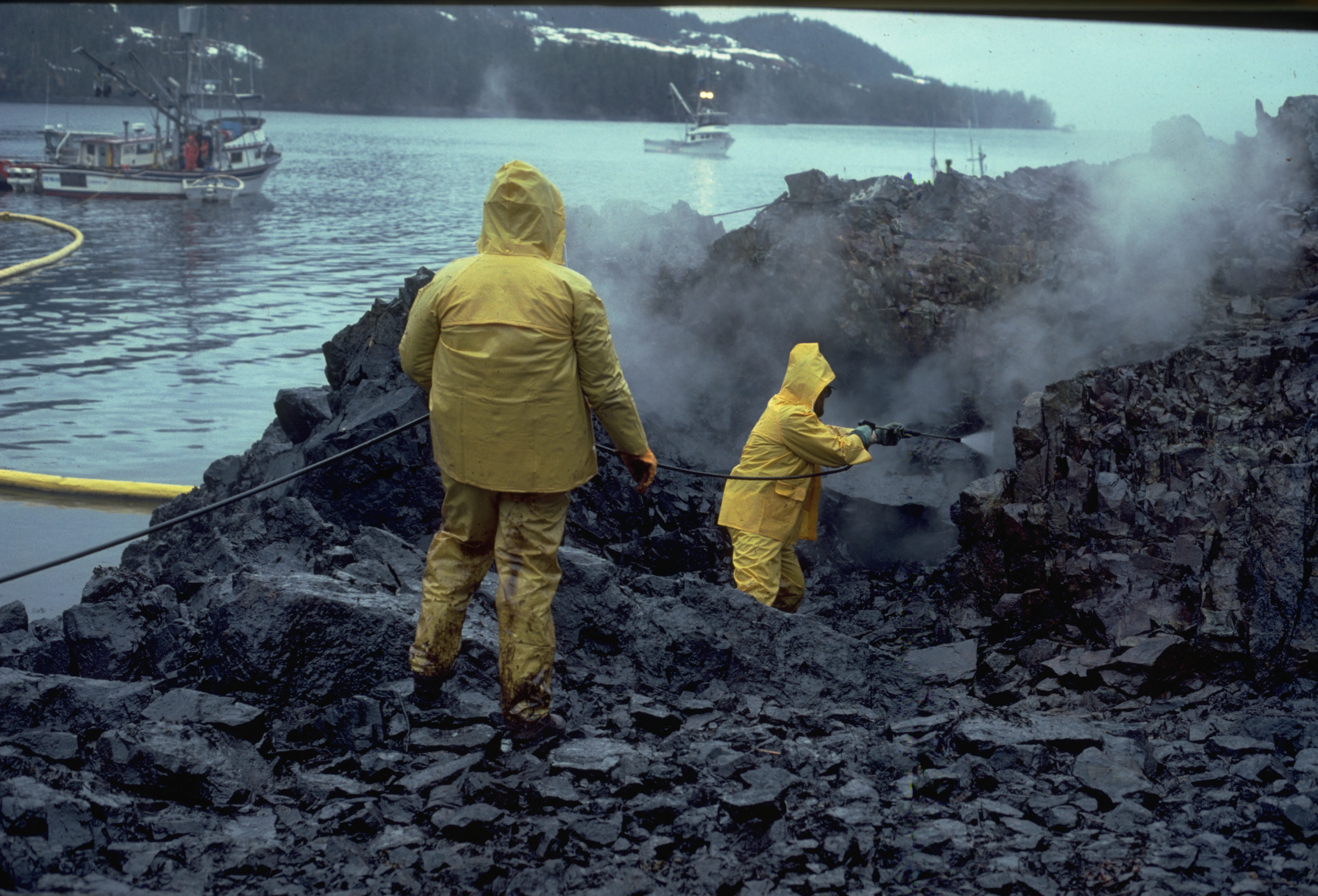
Trabalhadores usando lavagem com água quente e alta pressão para limpar uma costa contaminada com petróleo.

Um dispersante químico, uma mistura de surfactante e solvente, foi aplicado à mancha de petróleo por uma empresa privada em 24 de março com um helicóptero, mas o helicóptero não atingiu a área-alvo. Os dados científicos sobre sua toxicidade eram escassos ou incompletos. Além disso, não havia aceitação pública de um novo tratamento químico generalizado. Proprietários de terras, grupos de pescadores e organizações de conservação ambiental questionaram o uso de produtos químicos em centenas de quilômetros de litoral quando outras alternativas poderiam estar disponíveis."
De acordo com um relatório de David Kirby para o site TakePart, o principal componente da formulação do Corexit usado durante a limpeza, o 2-butoxietanol, foi identificado como "um dos agentes que causaram distúrbios hepáticos, renais, pulmonares, do sistema nervoso e do sangue entre as equipes de limpeza no Alasca após o derramamento do Exxon Valdez em 1989". Atualmente, sabe-se que, embora o 2-butoxietanol possa ser de fato agudamente tóxico para o sistema respiratório, estudos em animais não o consideraram mutagênico e nenhum estudo sugere que ele seja um carcinógeno humano.
A limpeza mecânica foi iniciada logo em seguida usando barreiras e escumadeiras, mas as escumadeiras não estavam prontamente disponíveis durante as primeiras 24 horas após o derramamento, e o óleo espesso e as algas tendiam a entupir o equipamento. Apesar da insistência dos civis para que a limpeza fosse completa, apenas 10% do óleo total foi de fato completamente limpo. A Exxon foi amplamente criticada por sua resposta lenta à limpeza do desastre e John Devens, o prefeito de Valdez, disse que sua comunidade se sentiu traída pela resposta inadequada da Exxon à crise. Mais de 11.000 residentes do Alasca, juntamente com alguns funcionários da Exxon, trabalharam em toda a região para tentar restaurar o meio ambiente.
Embora o esforço de limpeza tenha sido diligente, não foi possível conter a maior parte do petróleo derramado, o que foi fortemente atribuído à Exxon. Em 26 de novembro de 1984, Ronald A. Kreizenbeck (Diretor do Escritório de Operações do Alasca) informou à Guarda Costeira que a EPA suspeitava, devido a uma recente visita ao local durante um "Exercício Marítimo Anual", que o Porto de Valdez não estava preparado para "responder com eficiência a um evento de derramamento de grandes proporções". Na carta, ele afirmava que "[parece] que a barreira de Vikoma e/ou as embarcações de implantação usadas podem não ser adequadas para lidar com as condições ambientais adversas do Porto de Valdez".
Como a Enseada do Príncipe Guilherme continha muitas enseadas rochosas onde o petróleo era coletado, decidiu-se deslocá-lo com água quente de alta pressão. No entanto, isso também deslocou e destruiu as populações microbianas na costa; muitos desses organismos (por exemplo, plânctons) são a base da cadeia alimentar marinha costeira e outros (por exemplo, certas bactérias e fungos) são capazes de facilitar a biodegradação do petróleo. Na época, tanto a orientação científica quanto a pressão pública eram para limpar tudo, mas, desde então, desenvolveu-se uma compreensão muito maior dos processos de biorremediação e remediação ambiental, em parte devido à oportunidade apresentada para estudo pelo derramamento do Exxon Valdez.
Os efeitos de longo e curto prazo do derramamento de petróleo foram estudados. Os efeitos imediatos incluem a morte de 100.000 a 250.000 aves marinhas, pelo menos 2.800 lontras marinhas, aproximadamente 12 lontras norte-americanas, 300 focas, 247 águias e 22 orcas, além de um número desconhecido de salmões e arenques.
Nove anos após o desastre, foram encontradas evidências de efeitos negativos do derramamento de petróleo sobre as aves marinhas nas seguintes espécies: corvos-marinhos, patos-olho-d’ouro, mergansos, aves do gênero Uria e airos-columbinos.
Embora o volume de petróleo tenha diminuído consideravelmente, permanecendo apenas cerca de 0,14 a 0,28% do volume original derramado, estudos sugerem que a área de praia contaminada mudou pouco desde 1992. Um estudo do Serviço Nacional de Pesca Marinha, em Juneau, determinou que, em 2001, aproximadamente 90 toneladas de petróleo permaneceram nas praias da Enseada do Príncipe Guilherme no solo arenoso da costa contaminada, com taxas de perda anual diminuindo de 68% ao ano antes de 1992 para 4% ao ano após 2001.

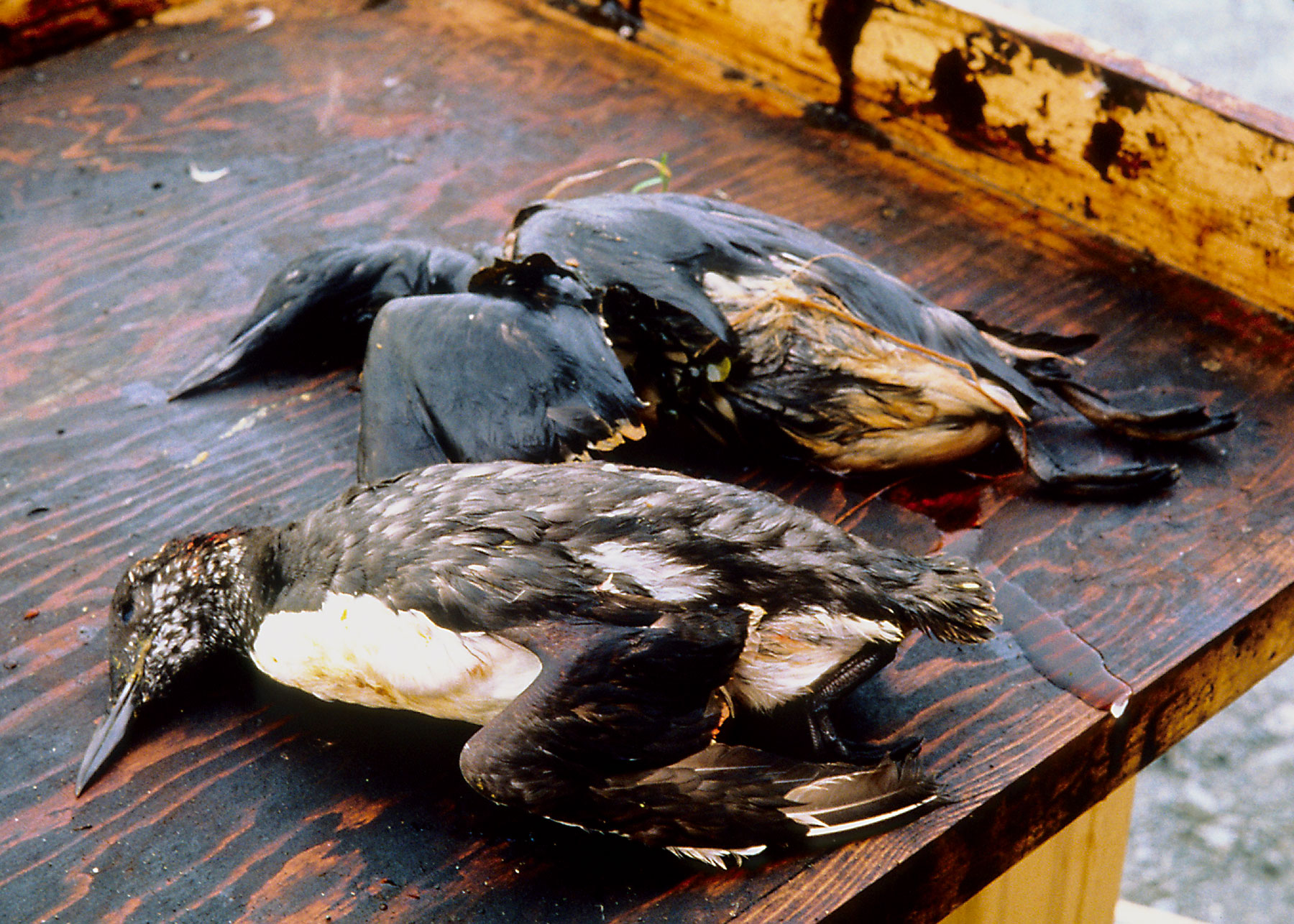
A vida selvagem foi gravemente afetada pelo derramamento de petróleo.

O petróleo remanescente, que durou muito mais do que o previsto, resultou em mais perdas de espécies a longo prazo do que se esperava. Experimentos de laboratório descobriram que, em níveis tão baixos quanto uma parte por bilhão, os hidrocarbonetos aromáticos policíclicos são tóxicos para os ovos de salmão e arenque. Espécies tão diversas quanto lontras marinhas, patos arlequim e orcas sofreram perdas imediatas e de longo prazo. Os leitos de mexilhões e outros habitats da costa das marés podem levar até 30 anos para se recuperar.
A Exxon Mobil Corporation negou as preocupações com o petróleo remanescente, afirmando que eles previam que a fração restante não causaria impactos ecológicos de longo prazo. De acordo com as conclusões do estudo da Exxon Mobil Corporation: "Fizemos 350 estudos revisados por pares sobre a Enseada do Príncipe Guilherme, e esses estudos concluem que a Enseada do Príncipe Guilherme se recuperou, está saudável e está prosperando."
Em 24 de março de 2014, no vigésimo quinto aniversário do derramamento, os cientistas da NOAA informaram que algumas espécies parecem ter se recuperado, sendo a lontra marinha a última criatura a retornar aos números anteriores ao derramamento. Cientistas que monitoraram a área do derramamento nos últimos 25 anos relataram que ainda há preocupação com um dos dois grupos de baleias orca locais, com o temor de que um dos grupos acabe se extinguindo. Cientistas federais estimam que entre 16.000 e 21.000 galões americanos (61 a 79 m³) de petróleo permanecem nas praias da Enseada do Príncipe Guilherme e a até 725 km (450 milhas) de distância. Parte do petróleo parece não ter se biodegradado. Um cientista do USGS que analisa o petróleo restante ao longo da costa afirma que ele permanece entre as rochas e entre as marcas da maré. "O petróleo se mistura com a água do mar e forma uma emulsão... Deixado de lado, a superfície fica com uma crosta, mas o interior ainda tem a consistência de maionese - ou mousse." A senadora do estado do Alasca, Berta Gardner, está pedindo aos políticos do Alasca que exijam que o governo dos EUA force a Exxon Mobil Corporation a pagar os últimos US$ 92 milhões (£57 milhões) ainda devidos do acordo judicial. A maior parte do dinheiro seria gasta para terminar a limpeza das praias contaminadas com petróleo e tentar restaurar a população de arenques debilitada.
A partir de 2012, os efeitos indiretos e de longo prazo do petróleo sobre as aves marinhas foram medidos em relativamente poucos estudos.

## Custos de litígio e de limpeza

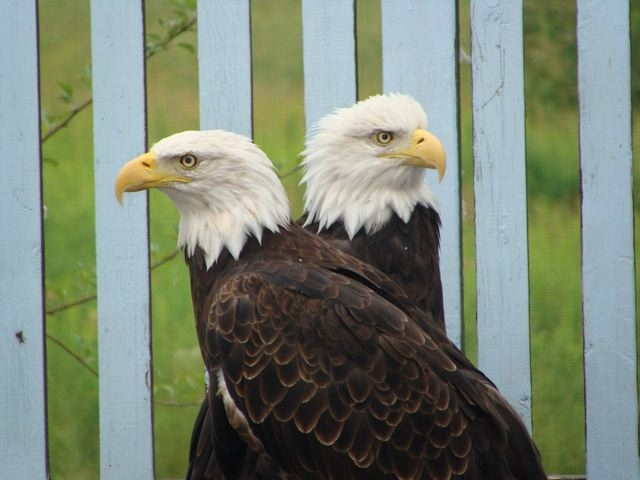
Águias-carecas resgatadas do derramamento de petróleo.

Em outubro de 1989, a Exxon entrou com uma ação contra o Estado do Alasca, alegando que o Estado havia interferido nas tentativas da Exxon de limpar o derramamento ao se recusar a aprovar o uso de produtos químicos dispersantes até a noite do dia 26. O Estado do Alasca contestou essa alegação, afirmando que havia um acordo de longa data que permitia o uso de dispersantes para limpar derramamentos, portanto, a Exxon não precisava de permissão para usá-los e que, de fato, a Exxon não tinha dispersantes suficientes para lidar efetivamente com um derramamento do tamanho criado pelo Exxon Valdez.
A Exxon entrou com ações em outubro de 1990 contra a Guarda Costeira, pedindo para ser reembolsada pelos custos de limpeza e pelas indenizações concedidas aos autores em quaisquer ações judiciais movidas pelo Estado do Alasca ou pelo governo federal contra a Exxon. A empresa alegou que a Guarda Costeira era "total ou parcialmente responsável" pelo derramamento, porque havia concedido licenças de marinheiro à tripulação do navio e porque havia dado permissão ao Exxon Valdez para sair das rotas regulares de navegação para evitar o gelo. Eles também reiteraram a alegação de que a Guarda Costeira havia atrasado a limpeza ao se recusar a dar permissão para o uso imediato de dispersantes químicos no derramamento.
Além disso, em 1991, a Exxon fez um acordo financeiro discreto e separado de indenização com um grupo de produtores de frutos do mar conhecido como Seattle Seven pelo efeito do desastre sobre o setor de frutos do mar do Alasca. O acordo concedeu US$ 63,75 milhões aos Seattle Seven, mas estipulou que as empresas de frutos do mar teriam que reembolsar quase todos os danos punitivos concedidos em outros processos civis. Os US$ 5 bilhões em indenizações punitivas foram concedidos posteriormente, e a parte do Seattle Seven poderia ter chegado a US$ 750 milhões se a indenização tivesse sido mantida. Outros requerentes se opuseram a esse acordo secreto, e quando ele veio à tona, o juiz Holland decidiu que a Exxon deveria ter dito ao júri no início que um acordo já havia sido feito, para que o júri soubesse exatamente quanto a Exxon teria que pagar.
No caso Exxon Shipping Co. v. Baker, um júri de Anchorage concedeu US$ 287 milhões por danos reais e US$ 5 bilhões por danos punitivos. Para se proteger caso a sentença fosse confirmada, a Exxon obteve uma linha de crédito de US$ 4,8 bilhões da JPMorgan Chase, que criou o primeiro credit default swap moderno para que não precisasse manter tanto dinheiro em reserva contra o risco de inadimplência da Exxon.
Enquanto isso, a Exxon recorreu da decisão, e o Tribunal de Apelações do 9º Circuito dos EUA ordenou que o juiz de primeira instância, H. Russel Holland, reduzisse as indenizações punitivas. Em 6 de dezembro de 2002, Holland anunciou que havia reduzido os danos para US$ 4 bilhões, o que, segundo ele, era justificado pelos fatos do caso e não era excessivo. A Exxon recorreu novamente e o caso retornou a Holland para ser reconsiderado à luz de uma recente decisão da Suprema Corte em um caso semelhante. Holland aumentou os danos punitivos para US$ 4,5 bilhões, mais juros.
Após mais recursos, em dezembro de 2006, a indenização foi reduzida para US$ 2,5 bilhões. O tribunal de apelação citou decisões recentes da Suprema Corte relativas aos limites das indenizações punitivas.
A Exxon recorreu novamente. Em 23 de maio de 2007, o Tribunal de Apelações do 9º Circuito dos EUA negou o pedido da Exxon para uma terceira audiência e manteve a decisão de que a Exxon devia US$ 2,5 bilhões em indenizações punitivas. A Exxon então recorreu à Suprema Corte, que concordou em ouvir o caso. Em 27 de fevereiro de 2008, a Suprema Corte ouviu os argumentos orais. O juiz Samuel Alito, que na época possuía entre US$ 100.000 e US$ 250.000 em ações da Exxon, recusou-se a participar do caso. Em uma decisão emitida em 25 de junho de 2008, escrita pelo juiz David Souter, o tribunal anulou a indenização de US$ 2,5 bilhões e devolveu o caso ao tribunal de primeira instância, concluindo que as indenizações eram excessivas em relação à lei comum marítima. As ações da Exxon foram consideradas "piores do que negligentes, mas menos do que maliciosas". As indenizações punitivas foram reduzidas ainda mais para um valor de US$ 507,5 milhões. A decisão da Corte foi de que as indenizações punitivas marítimas não deveriam exceder as indenizações compensatórias, apoiada por um precedente que data de 1818. O Presidente da Comissão Judiciária do Senado, Patrick J. Leahy, criticou a decisão como "mais um em uma linha de casos em que esta Suprema Corte interpretou erroneamente a intenção do Congresso de beneficiar grandes corporações".
A posição oficial da Exxon era de que as indenizações punitivas superiores a US$ 25 milhões não se justificavam porque o derramamento foi resultado de um acidente e porque a Exxon gastou cerca de US$ 2 bilhões para limpar o derramamento e mais US$ 1 bilhão para resolver acusações civis e criminais relacionadas. Os advogados dos autores da ação alegaram que a Exxon era responsável pelo acidente porque a empresa "colocou um bêbado no comando de um navio-tanque Enseada do Príncipe Guilherme." A Exxon recuperou uma parte significativa da limpeza e das despesas legais por meio de reivindicações de seguro associadas ao encalhe do Exxon Valdez.
Em 15 de dezembro de 2009, a Exxon havia pago a totalidade dos US$ 507,5 milhões em indenizações punitivas, incluindo custos de processos judiciais, mais juros, que foram distribuídos a milhares de requerentes. Esse valor foi um décimo das indenizações punitivas originais, a Exxon continuou extremamente lucrativa, o processo de pagamento foi arrastado por décadas e os danos de longo prazo continuam e não são financiados pela Exxon. Por isso, o derramamento da Exxon é frequentemente citado como uma abreviação de que a responsabilidade corporativa por danos sociais não está sendo aplicada adequadamente.

## Consequências políticas e reformas

### Relatório da Guarda Costeira
Um relatório de 1989 do Centro Nacional de Resposta da Guarda Costeira dos EUA resumiu o evento e fez muitas recomendações, incluindo o fato de que nem a Exxon, nem a Alyeska Pipeline Service Company, nem o Estado do Alasca, nem o governo federal estavam preparados para um derramamento dessa magnitude.

### Lei de Poluição por Petróleo de 1990
Em resposta ao derramamento, o Congresso dos Estados Unidos aprovou a Lei de Poluição por Petróleo de 1990 (OPA). A legislação incluiu uma cláusula que proíbe qualquer navio que, após 22 de março de 1989, tenha causado um derramamento de petróleo de mais de 1 milhão de galões americanos (3.800 m³) em qualquer área marinha, de operar na Enseada do Príncipe Guilherme.
Em abril de 1998, a empresa argumentou em uma ação legal contra o governo federal que o navio deveria ter permissão para voltar às águas do Alasca. A Exxon alegou que a OPA era, na verdade, uma bill of attainder, uma regulamentação injustamente direcionada apenas à Exxon. Em 2002, o Tribunal de Apelações do 9º Circuito decidiu contra a Exxon. A partir de 2002, a OPA impediu que 18 navios entrassem na Enseada do Príncipe Guilherme.
A OPA também estabeleceu um cronograma para a introdução gradual de um projeto de navios de casco duplo, proporcionando uma camada adicional entre os tanques de petróleo e o oceano. Embora um casco duplo provavelmente não tivesse evitado o desastre do Exxon Valdez, um estudo da Guarda Costeira estimou que ele teria reduzido a quantidade de petróleo derramado em 60%.
O Exxon Valdez foi rebocado para San Diego, chegando em 10 de julho. Os reparos começaram em 30 de julho. Aproximadamente 1.500 toneladas de aço foram removidas e substituídas. Em junho de 1990, o navio-tanque, rebatizado de Exxon Mediterranean, deixou o porto após 30 milhões de dólares em reparos. Em 1993, de propriedade da SeaRiver Maritime, foi batizado de S/R Mediterranean e, em 2005, de Mediterranean. Em 2008, o navio foi adquirido por uma empresa de Hong Kong que o operou como Dong Fang Ocean e, em 2011, o renomeou como Oriental Nicety. Em agosto de 2012, ele foi encalhado em Dalian, China, e desmontado.

### Regulamentações do Alasca
Após o derramamento, o governador do Alasca, Steve Cowper, emitiu uma ordem executiva exigindo que dois rebocadores escoltassem todos os navios-tanque carregados de Valdez, passando pela Enseada do Príncipe Guilherme até a Entrada de Hinchinbrook. Como o plano evoluiu na década de 1990, um dos dois rebocadores de rotina foi substituído por um Veículo de Resposta de Escolta (ERV) de 64 m (210 pés). Os navios-tanque em Valdez não são mais de casco simples. O Congresso promulgou uma legislação que exige que todos os navios-tanque tenham casco duplo a partir de 2015.

## Impacto econômico e natural
Em 1991, após o colapso das populações de espécies marinhas locais (principalmente moluscos, arenques e focas), a Chugach Alaska Corporation, uma corporação nativa do Alasca, entrou com pedido de proteção contra falência no Capítulo 11. Desde então, ela se recuperou.
De acordo com vários estudos financiados pelo estado do Alasca, o derramamento teve efeitos econômicos de curto e longo prazo. Isso incluiu a perda de esportes recreativos, pesca, redução do turismo e uma estimativa do que os economistas chamam de "valor de existência", que é o valor para o público de uma Enseada do Príncipe Guilerme intocada.
A economia da cidade de Cordova, no Alasca, foi afetada negativamente depois que o derramamento danificou os estoques de salmão e arenque na área. O vilarejo de Chenega foi transformado em uma base de emergência e meio de comunicação. Os moradores locais tiveram que lidar com a triplicação de sua população de 80 para 250 pessoas. Quando perguntados sobre como se sentiam em relação à situação, um conselheiro do vilarejo observou que eles estavam muito chocados e ocupados para ficarem deprimidos; outros enfatizaram a dificuldade de deixar as crianças sem supervisão enquanto os pais trabalhavam na limpeza. Muitos nativos do Alasca estavam preocupados com o fato de que muito tempo era gasto com a pesca e pouco com a terra que sustenta a caça de subsistência.

Em 2010, a CNN informou sobre estudos que concluíram que muitos trabalhadores da limpeza de derramamento de petróleo envolvidos na resposta ao acidente do Exxon Valdez ficaram doentes posteriormente e alertou as pessoas expostas ao derramamento de petróleo da Deepwater Horizon para que tomassem cuidado. O advogado de Anchorage, Dennis Mestas, descobriu que isso era verdade para 6.722 dos 11.000 arquivos de trabalhadores que ele conseguiu inspecionar, apesar de o acesso aos registros ser controlado pela Exxon. A Exxon negou o fato em uma declaração à CNN:
Após 20 anos, não há evidências que sugiram que os trabalhadores da limpeza ou os residentes das comunidades afetadas pelo derramamento de Valdez tenham tido quaisquer efeitos adversos à saúde como resultado do derramamento ou de sua limpeza.
Os ativistas ambientais e as autoridades estaduais ficaram preocupados com o fato de a BP usar técnicas semelhantes para minimizar a responsabilidade e não enfatizar os impactos à saúde:
Os sintomas que estão sendo relatados nos estados do Golfo são os mesmos que atingiram os trabalhadores no Alasca. E, assim como naquela época, as pessoas com as costas contra a parede em termos financeiros estão se aglomerando para aceitar empregos na limpeza... Sinto que a BP os está forçando a essa situação em que a BP detém todas as cartas, e a BP está permitindo que esses trabalhadores fiquem doentes.

## Reações
Em 1992, a Exxon lançou um vídeo intitulado Scientists and the Alaska Oil Spill (Cientistas e o derramamento de petróleo no Alasca) para ser distribuído nas escolas. Os críticos disseram que o vídeo deturpava o processo de limpeza.
Em dezembro de 1994, Ted Kaczynski assassinou o executivo da Burson-Marsteller, Thomas J. Mosser, acusando-o de ter "ajudado a Exxon a limpar sua imagem pública após o incidente do Exxon Valdez".

### Na cultura popular
Várias semanas após o derramamento, o Saturday Night Live exibiu uma esquete de comédia com Kevin Nealon, Phil Hartman e Victoria Jackson como trabalhadores de limpeza lutando para remover o petróleo de animais e rochas em uma praia na Enseada do Príncipe Guilherme.
No episódio de Rocko's Modern Life, "Rocko's Happy Sack", Rocko e seu cachorro, Spunky, estão fazendo compras quando o locutor informa a todos sobre um "derramamento na seção de frutos do mar", representado por um petroleiro gigante chamado "Noxxon Valdez".
No filme Waterworld, de 1995, o Exxon Valdez é o meio de transporte do vilão do filme, "The Deacon", o líder de um bando de saqueadores. No navio, há um retrato de seu santo padroeiro, Joseph Hazelwood.
Free Willy 2: The Adventure Home, sequência de Free Willy, continha um enredo de derramamento de petróleo que ecoa o derramamento de petróleo do Exxon Valdez.
No segundo romance de Forrest Gump, Gump and Co., de Winston Groom, Gump comanda o Exxon Valdez e acidentalmente o bate.
O compositor Jonathan Larson escreveu uma música chamada "Iron Mike" sobre o derramamento de petróleo. A música foi escrita no estilo de um celeuma. Ela foi gravada profissionalmente pela primeira vez por George Salazar para o álbum The Jonathan Larson Project.
O filme feito para a televisão em 1992, Dead Ahead: The Exxon Valdez Disaster, produzido pela HBO, dramatizou o desastre do derramamento de petróleo.
Na 2ª temporada, episódio 8, de Breaking Bad, intitulado "Better Call Saul", Walter White diz a Jesse Pinkman que o amigo de Jesse, Badger, que havia sido pego em um negócio de drogas com sua metanfetamina e colocado sob prisão, vai "derramar [informações] como o Exxon Valdez".